# Last Christmas (Doctor Who)
"Last Christmas" é um episódio especial de natal da série de ficção científica britânica Doctor Who, transmitido originalmente através da BBC One em 25 de dezembro de 2014. Foi escrito por Steven Moffat e dirigido por Paul Wilmshurst.
Neste episódio, o alienígena viajante do tempo conhecido como o Doutor (Peter Capaldi) se reencontra com a sua companheira Clara Oswald, (Jenna Coleman), e juntos, eles precisam salvar uma base científica no Polo Norte de criaturas chamadas "dream crabs", que induzem estados de sonho, enquanto matam suas vítimas, além de contar com uma ajuda de Papai Noel (Nick Frost).
"Last Christmas" foi visto por 8.280.000 milhões de pessoas no Reino Unido, e recebeu críticas positivas, sendo elogiado pela suas influências de histórias, teatro e cinema.

## Enredo
Na véspera de Natal, Clara Oswald é acordada pelo som de algo batendo em seu telhado. Investigando vozes próximas, ela fica surpresa ao encontrar Papai Noel, dois elfos, um trenó e uma rena voadora encalhada em seu telhado. O Doutor também chega rapidamente e leva Clara para longe, mas não antes de Papai Noel avisar que ele vai precisar de sua ajuda antes que a noite acabe, enquanto lhe oferece uma tangerina.
No Polo Norte, um grupo de cientistas tenta salvar seus companheiros da base, que foram assumidos por criaturas com aparência de caranguejo. Seu esforço é interrompido pela chegada do Doutor e de Clara. Enquanto as apresentações estão sendo feitas, no entanto, eles são atacados pelos caranguejos, sendo resgatados pelo Papai Noel, que também fornece um espécime de uma das criaturas. O Doutor identifica as criaturas como "dream crabs" - alienígenas que induzem suas vítimas a agradáveis e eufóricos sonhos como uma distração enquanto eles devoram seus cérebros. Durante este tempo, tanto o Doutor como Clara revelam que haviam mentido para si durante a sua última reunião: Clara mentiu sobre seu namorado morto, Danny Pink, depois de ter retornado da Nethersphere, enquanto o Doutor falsamente alegou ter encontrado Gallifrey. Ao investigar os dream crabs, o Doutor envia Clara para recuperar outra espécime do Papai Noel, lembrando-se que eles usam conexões telepáticas para suas vítimas verem ao redor, mas apenas quando estão pensado. Isso faz com que a amostra no laboratório ataque Clara.
Enviada para um sonho, Clara se reúne com Danny, mas também descobre quadros-negros com mensagens (simbolizando as tentativas do Doutor para comunicar-se com ela) avisando-a de que ela está de fato morrendo. No entanto, Clara deliberadamente ignora-os, continuando a se concentrar em Danny. O Doutor então acaba sendo atacado por outro dream crab, a fim de entrar no mundo de seu sonho e confrontá-la. Ela ainda resiste a acordar, até que Danny - já ciente do estado de sonho de Clara - diz a ela que enquanto pode sentir falta dele, ela também deve seguir em frente com sua vida. Depois de Clara aceitar a realidade de sua morte, ela e o Doutor acordam, descobrindo que as criaturas morreram e se transformaram em poeira por serem removidas de um hospedeiro prematuramente.
Depois de acordar de volta na estação de pesquisa, no entanto, o Doutor deduz que eles não estão realmente acordados - eles estão simplesmente em uma camada diferente de um sonho multifacetado e que tem sido assim desde o ataque inicial quando eles chegaram. Na realidade, nenhum deles realmente escapou. O Doutor comprova isso ao fazerem os cientistas lerem individualmente os exemplares do manual da base de que cada um tinha. Eles descobrem que a primeira palavra de uma página qualquer escolhida é diferente para cada um deles, em vez de idênticos como deveria ser. O Doutor explica ainda que os dream crabs não conseguem parar seus subconscientes de lutar, e que isso se manifesta na forma de Papai Noel. Este mesmo esclarece toda a situação para o grupo, e lhes ajuda a acordar.
Enquanto o Doutor se prepara para abandonar a base, Clara lembra que eles conheceram Papai Noel antes de chegar, provando que todo o cenário, até agora, também era um sonho. A realidade é, todos os cientistas são estrangeiros de diferentes épocas e lugares cujos sonhos estão ligados com o Doutor e Clara através dos dream crabs. Um dos cientistas logo morre vítima da infeção, mostrando manifestações de mentes "da tripulação" que já se renderam à sua sorte. Visões infectadas do Doutor e Clara também saem da TARDIS, e o grupo se encontra cercado. Enfrentando a derrota, o Doutor lembra a todos que Papai Noel os ajudou a sobreviver ao ataque anterior e deste modo, todos precisam sonhar com ele; Papai Noel então chega bem na hora e os salva em seu trenó. Os "cientistas" restantes logo percebem que eles são, de fato, pessoas comuns: uma avó na cadeira de rodas, um gerente de perfumaria e uma vendedora solitária. Eles e o Doutor em breve acordam para as suas vidas reais, um por um, até que apenas Clara é deixada.
Ao acordar, o Doutor traça o sinal psíquico que liga os seus sonhos e reencontra Clara, retirando o caranguejo dela, percebendo que Clara é agora uma mulher idosa. Sessenta e dois anos se passaram desde que, aparentemente, eles se encontraram pela última vez. O Doutor expressa seu pesar por não voltar mais cedo. De repente, Papai Noel aparece e incentiva o Doutor a agir antes que seja tarde demais. O Doutor, percebendo que ele ainda está sonhando, acorda no mundo real e corre para encontrar Clara. Ele liberta-a do caranguejo para encontrar, para seu alívio, uma Clara jovem. O Doutor então implora a Clara para acompanhá-lo novamente, que aceita alegremente. Após eles partirem, uma tangerina é vista deixada na janela de Clara.

### Continuidade
Quando o Doutor encontra uma Clara idosa, ele a ajuda a abrir um biscoito de Natal, devolvendo o mesmo favor que ela fez para o Décimo primeiro Doutor em "The Time of the Doctor", quando ele estava fraco demais para abrir um biscoito por ele mesmo.

## Produção

### Elenco
Em setembro de 2014, foram anunciados vários nomes para compor o elenco do episódio, incluindo Michael Troughton, Nick Frost, Nathan McMullen, Natalie Gumede e Faye Marsay. Michael Troughton é o filho mais novo de Patrick Troughton, que interpretou o Segundo Doutor de 1966-1969, e o irmão mais novo de David Troughton, que apareceu em The War Games, The Curse of Peladon e "Midnight".
Houve inúmeros boatos que circulam de que o especial seria a última aparição de Jenna Coleman na série. Coleman e Steven Moffat permaneceram em silêncio sobre a questão e insistiram que as pessoas assistissem o episódio para ver se ela estaria na nona temporada. Durante o clímax do episódio, Clara decide continuar viajando com o Doutor, e Moffat revelou após a exibição do episódio que Coleman iria aparecer em toda a temporada seguinte. Coleman estava em dúvida se sairia de Doctor Who, mas em última análise, ela decidiu ficar.

### Filmagens
As filmagens de "Last Christmas" foram programadas para começar duas semanas após a promoção mundial da oitava temporada. Paul Wilmshurst dirigiu o episódio. O read-through para o episódio ocorreu em 3 de setembro de 2014, e as filmagens começaram em 8 de setembro em Cardiff, com Wilmhurst twittando que provavelmente levaria quatro semanas para ser concluído.

### Promoção
Uma prévia do episódio foi mostrado durante o Children in Need, que contou com o Doutor, Clara, Nick Frost como Papai Noel, e Dan Starkey (que também interpreta Strax do Paternoster Gang) e Nathan McMullen como elfos. Em 11 de dezembro de 2014, a BBC lançou um trailer de 30 segundos do episódio no YouTube.

### Música
As músicas selecionadas para "Last Christmas" foram compostas por Murray Gold, sendo lançada separadamente em 18 de maio de 2015 pela Silva Screen Records como o terceiro disco da trilha sonora da oitava temporada.

## Transmissão e recepção
"Last Christmas" foi transmitido originalmente pela BBC One em 25 de dezembro de 2014, sendo assistido por 8,28 milhões de telespectadores, a classificação mais baixa para um especial de Natal desde o retorno da série em 2005, e foi o sexto programa mais visto na BBC One no dia de Natal de 2014. Os números inciais para a audiência estimou que o episódio foi assistido por 6,34 milhões de espectadores, tornando-se o oitavo evento mais visto na televisão durante o dia de Natal de 2014.  No entanto, ele recebeu um total de 2,62 milhões de telespectadores na BBC America, batendo o recorde anterior estabelecido por "The Time of the Doctor", e tornou-se o episódio mais visto da série na história do canal. Ele também tem 1,07 milhões de pedidos no BBC iPlayer. O episódio recebeu um Índice de Apreciação de 82.

### Recepção crítica
"Last Christmas" recebeu críticas positivas, com muitos elogiando o divertimento, a natureza assustadora do episódio e observando as influências de Inception e Alien.
O The A.V. Club deu ao episódio uma nota "A". Alasdair Wilkins escreveu: "O roteiro de Steven Moffat é extraordinariamente inteligente na forma como ele usa armadilhas de um fofo e bobo especial de natal para criar uma história aterrorizante de monstros à moda antiga. Mas depois de tudo isso, o episódio administra algo que nem todos seus antecessores de Natal administraram, como ancora sua história em algo que se sente especial para os feriados. Há uma melancolia para as idas e vindas que definem esta época do ano, e "Last Christmas" reconhece isso desde o seu título.". O The Mirror também elogiou o episódio, dizendo que ele "poderia ser emprestado, um tanto pesadamente, a partir de alguns filmes, mas ainda tinha o que de Doctor Who". Eles também expressaram louvor sobre a continuação de Clara, dizendo: "é uma grande notícia que teremos outra série com esses dois brigando verbalmente" e fechou a sua revisão, alegando que o episódio "foi [o] verdadeiro deleite de Natal para se juntar Capaldi e Coleman em outra aventura, e foi a cereja no topo do bolo que Clara ficou com o Doutor ".
A Radio Times atribuiu a "Last Christmas" uma nota três de quatro, afirmando que eles foram "particularmente tocados pelo sentimento de Clara, 'cada Natal é o último Natal' e sua admissão de que o Senhor do Tempo é o seu próprio Papai Noel". A IGN deu ao episódio um 8.8 de 10, considerado "excelente". Eles o classificaram como "uma fatia divertida e gratificante de Doctor Who que combina festividades e devoradores de rosto com um milagre de Natal". Eles criticaram o envelhecimento de Clara, juntamente com muitos outros usuários. Eles fecharam seu comentário dizendo "Last Christmas" é tanto o episódio natalino de Who mais festivo e o menos yuletide-y até a data. E isso é absolutamente uma coisa boa".

## Lançamento em DVD
"Last Christmas" foi lançado em DVD e Blu-ray no Reino Unido em 26 de janeiro de 2015, na Austrália, em 28 de Janeiro de 2015, e nos Estados Unidos em 17 de fevereiro de 2015.
Os dez especiais de Natal entre "The Christmas Invasion" e "Last Christmas" foram inclusos e lançados em um boxset intitulado Doctor Who – The Ten Christmas Specials em 19 de outubro de 2015.